# Olaf Hund
Olaf Hund est un auteur-compositeur-interprète pluridisciplinaire franco-allemand.

## Biographie
Il se fait connaître en tant que musicien electro en 1999, au début de la French Touch, lors du Festival Aquaplanning où il délivre une prestation remarquée.
Mêlant humour, mélancolie et tristesse, il crée des univers musicaux inclassables et représente «l’anti-french-touch». Il développe alors son label Musiques Hybrides, chez Virgin en France et en indépendant à l’étranger.
En 2000, il participe au Festival du Printemps de Bourges en duo avec Gonzales.
Son premier album, Kitch Kitch, issu d'une série de vinyles sortis en 1998 en France et en Angleterre, sort en 2001 sur son label Musiques Hybrides.
Il faudra attendre 2004 pour écouter son deuxième album, Valseuses, qui sort chez Musiques Hybrides en France et sur le label Lounge Germany en Allemagne. Il ne sort par la suite aucun titre sous son nom avant 2011 mais multiplie les collaborations et créé notamment en 2007, le personnage de Nicolas Police, chantant en français des textes engagés.
Son retour en 2011, est marqué par la sortie d'un EP, Music Is Dead Opus 1.0, suivi un an plus tard de l'album Music Is Dead ajoutant aux 8 titres aux 6 déjà présent sur l'Opus 1.0.

## Discographie
- 12/11/2012 : Music Is Dead Instrumental (Album). Musiques Hybrides - Digital
- 29/10/2012 : Music Is Dead Remixes (EP). Musiques Hybrides - Digital
- 10/09/2012 : Music Is Dead (Album). Post Electronic Music / Musiques Hybrides - Digital - Vinyl - CD
- 26/03/2012 : We Love Electronic Remixes (EP). Post Electronic Music - Digital
- 03/10/2011 : Music Is Dead Opus 1.0 (EP). Post Electronic Music. Digital - Vinyl - CD
- 01/08/2011 : I Wanna Be Your Ice Cream (Single). Post Electronic Music - Digital
- 2007 ː Nicolas Police.
- 2004 : Valseuses. Musiques Hybrides (Album). CD Digibox, Vinyl
- 2003 : Sing Outside Limited (Remix from Valseuses and unreleased, Ep). CD Digibox
- 2002 : Freak n°1, Cariño Mio (EP). Musiques Hybrides. Vinyl
- 2001 : Kitch Kitch, Nouvelle Formule n°0, 1, 2 (Album). Musiques Hybrides, Delabel, Virgin. CD, Vinyl
- 2000 : Moodmakers (Olaf Hund & DJ Omar from Oslo) (One Mood and Remixes EP). Musiques Hybrides Vinyl. L
- 2000 : Unilateral (Olaf Hund & Léonard de Léonard) (EP). Musiques Hybrides. Vinyl
- 1999 : I'm so Blue Flower (Valseuse 2 Tracks EP). Musiques Hybrides. Vinyl
- 1998 : Kitch Kitch n°1, 2, 3. Musiques Hybrides. Vinyl
- 1996 : L@, An Invisible Touch. Musiques Hybrides

## Filmographie
- 2014 : New Territories de Fabianny Deschamps
- 2016 : Isola de Fabianny Deschamps
- 2020 : Le Kiosque d'Alexandra Pianelli